# Bue d'oro
Il Bue d'oro è un'insegna lignea rivestita d'oro situata a Brescia, all'angolo tra via Trieste e via Agostino Gallo. 

## Storia e descrizione

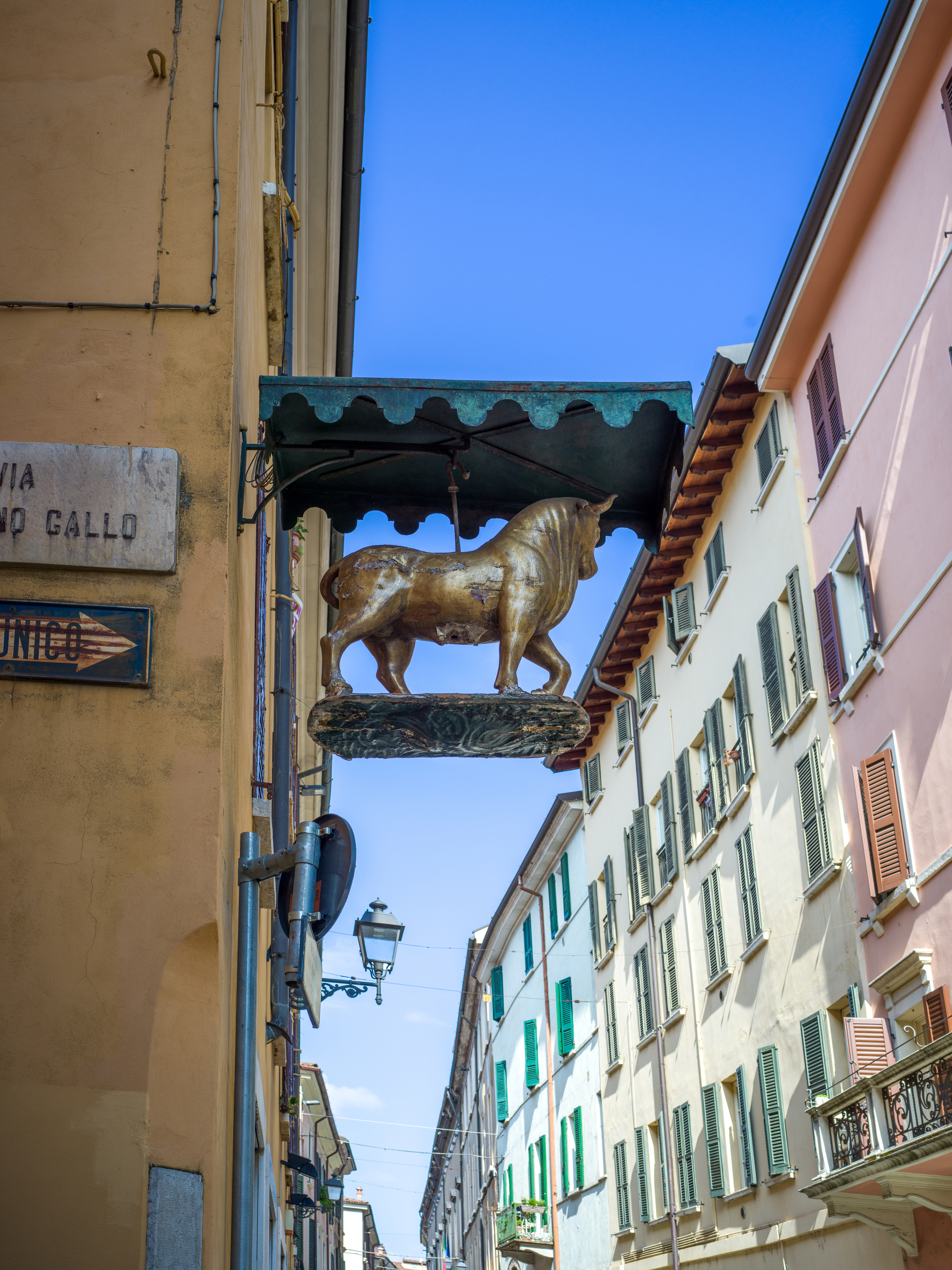
Prospetto del bue d'oro e di via Trieste sullo sfondo

Di epoca e di autore incerto, la statua del bue d'oro ha origini sconosciute. Vista la scarsità d'informazioni a riguardo, vi sono numerose leggende e dicerie circa questo simbolo popolare: secondo alcune di queste ultime, infatti, lo stesso bue d'oro alluderebbe ad un ben più grande bue dorato, sepolto e nascosto nella vicina piazzetta Giovanni Labus: esso si troverebbe, più precisamente, tra le rovine dell'antica basilica romana di Brescia e la cosiddetta fontana del Beveratore.
Un'altra leggenda ipotizza che il simbolo sia legato ad un antico culto del bue d'oro e di reminiscenza pagana, analogo al culto del dio egizio Api. Secondo un'ulteriore e più popolare versione, invece, l'insegna dell'animale sarebbe stata commissionata a metà XIX secolo da un macellaio della zona, il quale, arricchitosi a dismisura a seguito di lucrosi affari, avrebbe voluto ricordare la propria fortuna tramite questo emblematico simbolo.
Nel 1923, come prova ulteriore ed indiscussa della popolarità del bue d'oro, esso fu trasportato con un carro trainato proprio da una coppia di buoi per le vie della città tra ali di persone, entusiaste e curiose; nel 1973, invece, a seguito di uno sfortunato incidente che vide coinvolto proprio il simbolo animale, esso fu riparato e riposizionato in loco con una breve cerimonia. Nel 2013, infine, la statua è stata restaurata e dotata della patina dorata originaria.

## Descrizione
L'insegna consiste in un bue ligneo nell'atto di alzare fieramente la zampa anteriore sinistra, con la testa volta leggermente a sinistra. La figura dell'animale è poi appoggiata su un piedistallo e coperta da un piccolo baldacchino.